# Janusz Fortecki
Janusz Fortecki (ur. 23 grudnia 1932 w Skawinie, zm. 21 lutego 2020) – polski skoczek narciarski, trener, działacz sportowy, szkoleniowiec reprezentacji Polski w skokach narciarskich w latach 1969–1976.

## Kariera zawodnicza
Pierwszym klubem, do jakiego zapisał się po II wojnie światowej był Harcerski Klub Sportowy w Zakopanem. Później został skoczkiem AZS Zakopane. Jego trenerami byli wówczas Franciszek Marduła i Mieczysław Kozdruń. W 1948 został w stolicy Podhala mistrzem Polski juniorów. W swoim najlepszym okresie należał do czołowej dziesiątki skoczków w Polsce. W 1950 na skoczni w Wyżniej Kirze Miętusiej doznał kontuzji zwichnięcia stawu biodrowego. Do rywalizacji sportowej wrócił po rocznej przerwie. Startował w dziesiątkach konkursów w kraju i za granicą. W latach 1951–1960 sześciokrotnie brał udział w seniorskich mistrzostwach Polski, najlepszy wynik notując w 1951 (siódma pozycja).
W 1956 został brązowym medalistą akademickich mistrzostw świata (Winter Student World Championships) w Zakopanem, organizowanych dla państw bloku wschodniego. Rok później powtórzył ten sukces w Oberammergau, na imprezie rozgrywanej już wspólnie z zawodnikami z krajów zachodnich (Winter International University Sport Week). Uprawiając sport, Fortecki studiował równolegle na Akademii Wychowania Fizycznego w Krakowie. W ostatnich latach narciarskiej kariery bronił barw SN PTT Zakopane. Zakończył karierę po sezonie 1960/61.

## Kariera trenerska
W latach 60. XX wieku Fortecki szkolił młodych skoczków w AZS Zakopane. W 1969 został pierwszym trenerem polskiej kadry narodowej. Współpracował w niej z trenerem Janem Gąsiorowskim z Wisły-Gwardii Zakopane. W 1970 podopieczny Forteckiego, Stanisław Gąsienica-Daniel zdobył brązowy medal na mistrzostwach świata w Wysokich Tatrach. Dwa lata później Wojciech Fortuna został w Sapporo mistrzem olimpijskim i mistrzem świata. Było to największe trenerskie osiągnięcie w karierze Forteckiego. Po nieudanej dla jego zawodników olimpiadzie 1976 w Innsbrucku złożył rezygnację. Uważał, że przyczyną gorszych wyników, jakie notowali polscy skoczkowie po okresie sukcesów w pierwszej połowie lat 70. XX wieku było zawężenie kadry do kilku zawodników i brak szerokiego zaplecza.
Wkrótce potem przejął kadrę kombinatorów norweskich. Na kolejnej olimpiadzie w Lake Placid najlepszy z jego podopiecznych, Jan Legierski zajął dziesiąte miejsce. Po odejściu z Polskiego Związku Narciarskiego Fortecki wyjechał do Jugosławii, gdzie na skoczni w Travniku przygotowywał młodych Bośniaków do udziału, w charakterze przedskoczków, w igrzyskach olimpijskich 1984 w Sarajewie. W latach 1984–1988 był szefem wyszkolenia PZN, a w 1985 kierownikiem polskiej ekipy na mistrzostwach świata w Seefeld.
Przez wiele lat sprawował funkcję sędziego międzynarodowego FIS. W 1996 był szefem konkursu Pucharu Świata na Wielkiej Krokwi.
28 września 2013 otrzymał tytuł Członka Honorowego PZN.

## Życie prywatne
Miał żonę Zofię i córkę Magdalenę oraz wnuki: Jana, Zofię i Marię.
Zmarł w wieku 87 lat. Został pochowany na Nowym Cmentarzu przy ul. Nowotarskiej w Zakopanem (kw. P2).

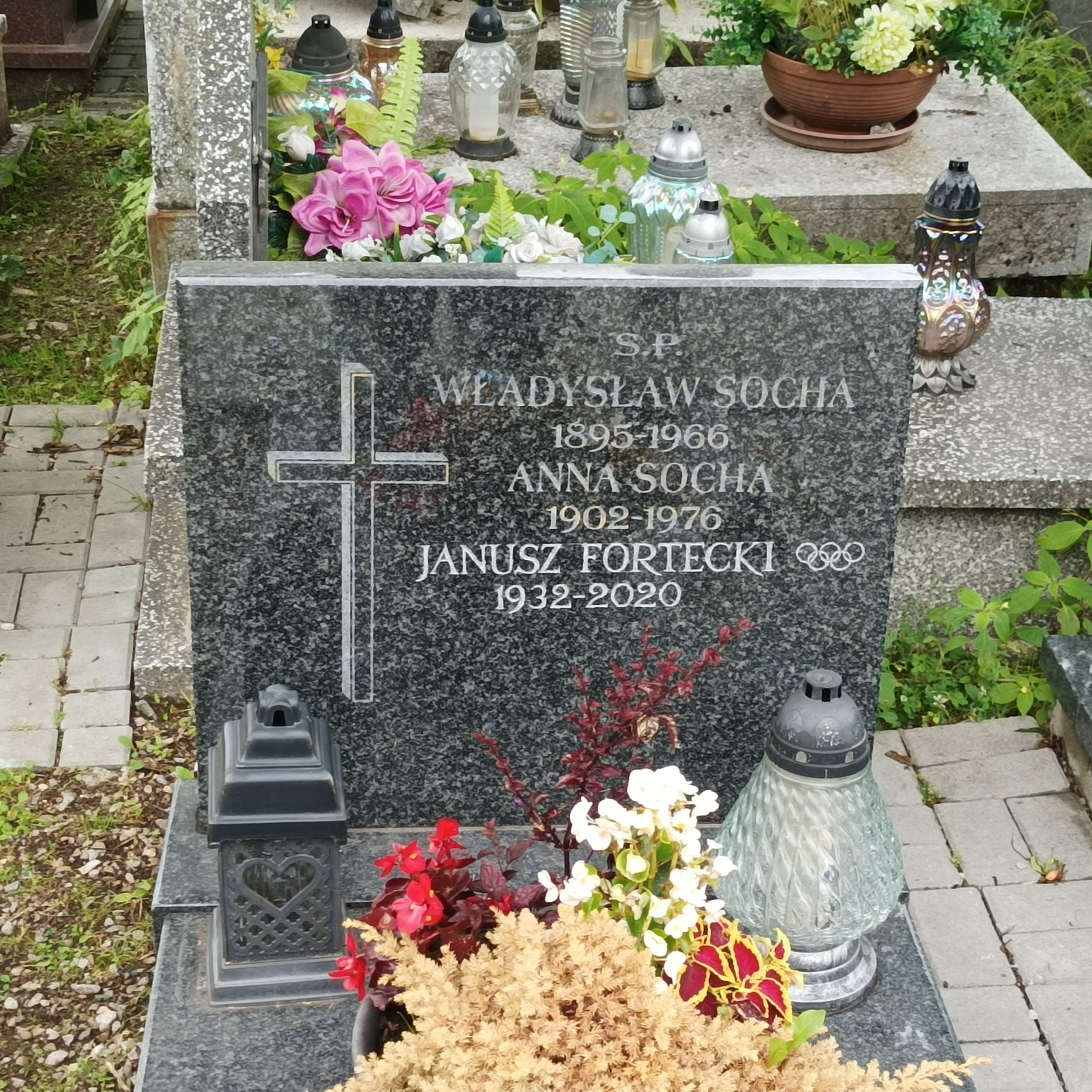
Grób Janusza Forteckiego na Nowym Cmentarzu przy ul. Nowotarskiej w Zakopanem